# Sikorsky XH-39
El Sikorsky XH-39 (designación del fabricante S-59), desarrollado por Sikorsky Aircraft en 1954, fue el primer helicóptero propulsado por turbina del Ejército estadounidense. Era rápido e innovador, pero fue finalmente rechazado por el mismo en favor del Bell UH-1 Iroquois.

## Diseño y desarrollo
El XH-39 de cuatro asientos estaba propulsado por un motor turboeje Continental CAE XT51-T-3 de 298 kW (400 shp), un desarrollo bajo licencia del Turbomeca Artouste. Fue desarrollado desde un modelo previo de Sikorsky, el H-18 (modelo S-52 de la compañía), y tenía la misma configuración. Difería en que usaba tren de aterrizaje retráctil, rotor de cola modificado, y rotor principal de cuatro palas. Al final, el Ejército estadounidense seleccionó el Bell XH-40, prototipo del UH-1 Huey. Dos YH-18A fueron modificados como XH-39; uno para pruebas de vuelo y el otro para pruebas estáticas.
El 26 de agosto de 1954, el XH-39 estableció un récord de velocidad de 251 km/h sobre un circuito cerrado de tres kilómetros en Bradley Field (actualmente Bradley International Airport) en Windsor Locks, Connecticut. El mismo año, el 17 de octubre, estableció un récord no oficial de altitud para helicópteros de 7474 m (24 500 pies) en Bridgeport, Connecticut.
Además de los dos XH-39, se produjo un S-59, número de serie 52004, número de registro N74150, para ser usado en demostraciones aéreas de la compañía. Ha sido restaurado y actualmente está en exhibición en el New England Air Museum, Windsor Locks, Connecticut.

## Variantes
XH-39
Antiguo YH-18A modificado para realizar pruebas estáticas, no volado y más tarde devuelto a la configuración estándar YH-18A.
XH-39A
Antiguo YH-18A modificado para realizar pruebas de vuelo.

## Operadores
Estados Unidos
- Ejército de los Estados Unidos

## Especificaciones (XH-39)

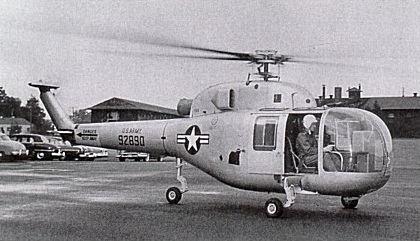
S-59 calentando motor.

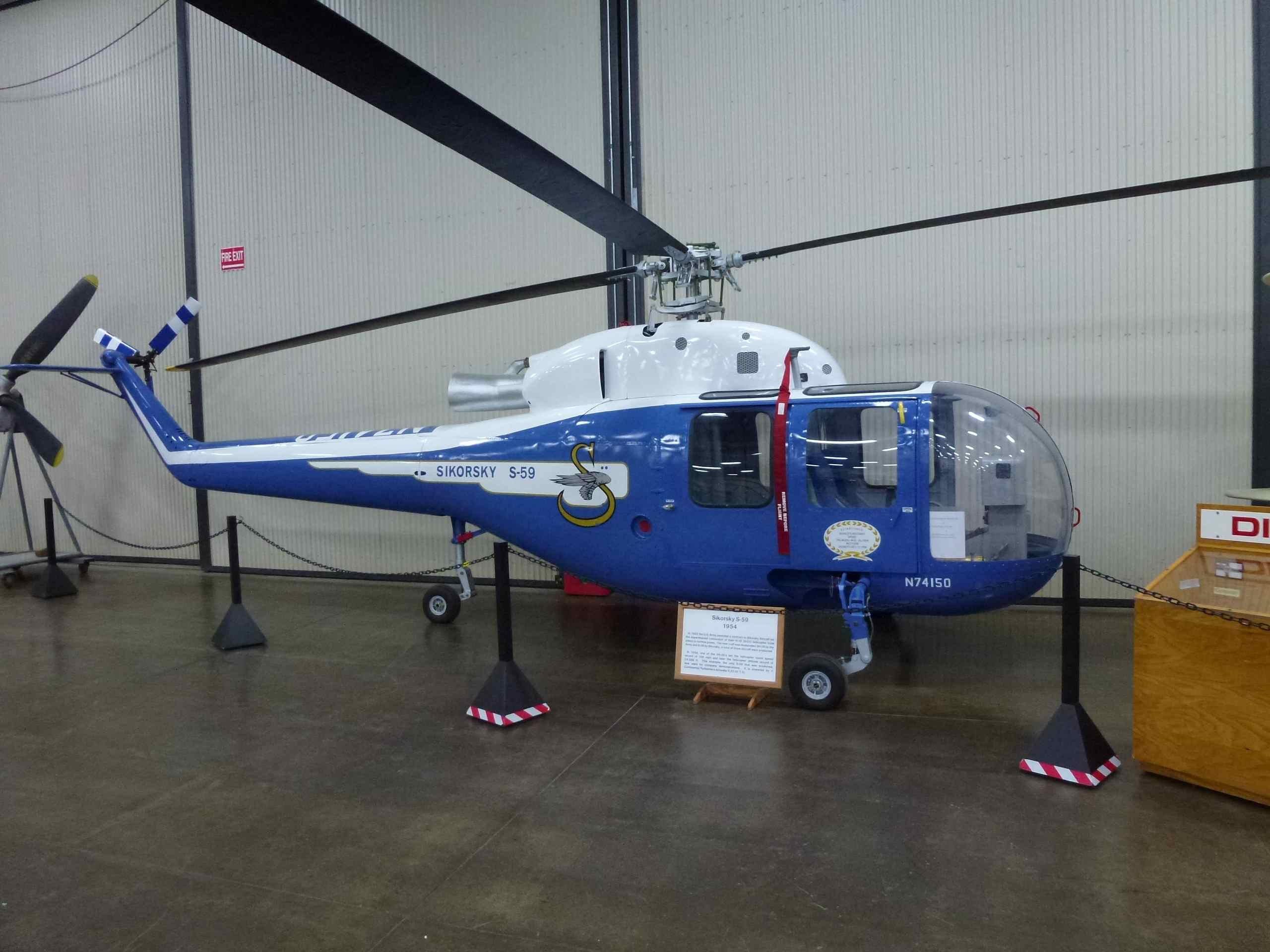
Sikorsky S-59 en exhibición en el New England Air Museum.

Referencia datos: U.S. Army Aircraft Since 1947

### Características generales
- Tripulación: Uno (piloto)
- Capacidad: Tres pasajeros
- Longitud: 12,5 m (41 ft)
- Diámetro rotor principal: 10,7 m (35 ft)
- Altura: 2,9 m (9,6 ft)
- Área circular: 89,4 m² (962,3 ft²)
- Peso vacío: 957 kg (2109,2 lb)
- Peso cargado: 1528 kg (3367,7 lb)
- Planta motriz: 1× turboeje Continental CAE XT51-T-3.
  - Potencia: 298 kW (411 HP; 405 CV)

### Rendimiento
- Velocidad máxima operativa (Vno): 251 km/h (156 MPH; 136 kt)
- Velocidad crucero (Vc): 222 km/h (138 MPH; 120 kt)
- Alcance: 451 km (244 nmi; 280 mi)
- Techo de vuelo: 5460 m (17 913 ft)
- Carga del rotor: 17,1  kg/m2
- Potencia/peso: 0,20 kW/kg (0,12 hp/lb)

## Aeronaves relacionadas

### Desarrollos relacionados
- Sikorsky S-52

### Aeronaves similares
- Bell UH-1 Iroquois

### Secuencias de designación
- Secuencia S-_ (interna de Sikorsky): ← S-56 - S-57 - S-58 - S-59 - S-60 - S-61 - S-61L/N →
- Secuencia H-_ (Helicópteros de la USAF, 1948-1962): ← H-34 - H-35 - H-37 - H-39 - H-40 - H-41 - H-42 →